# آدم مارشال
آدم مارشال (بالإنجليزية: Adam Marshall)‏ هو سياسي أسترالي، ولد في 4 سبتمبر 1984. حزبياً، نشط في New South Wales National Party ‏. في 2013 Northern Tablelands state by-election ‏، انتخب عضو الجمعية التشريعية نيو ساوث ويلز عن دائرة Electoral district of Northern Tablelands ‏ (25 مايو 2013 – ).